# Guinea Equatoriale ai Giochi della XXVII Olimpiade
La Guinea Equatoriale ha partecipato ai Giochi della XXVII Olimpiade di Sydney, svoltisi dal 15 settembre al 1º ottobre 2000, con una delegazione di 4 atleti.

## Atletica leggera
1500 m maschili
- José Luis Ebatela Nvo
  1. Round 1 - 4:06.14 (40º posto)

100 m femminili
- Mari Paz Mosanga Motanga
  1. Round 1 - 12.91 (75º posto)

## Nuoto
100 m stile libero maschili
- Eric Moussambani
  1. Batterie preliminari - 1:52.72 (71º posto)

50 m stile libero femminili
- Paula Barila Bolopa
  1. Batterie preliminari - 1:03.97 (73º posto)